# Juliusz Braun
Juliusz Jan Braun (ur. 29 sierpnia 1948 w Milechowach) – polski dziennikarz i polityk.
W latach 1999–2003 przewodniczący Krajowej Rady Radiofonii i Telewizji, w latach 2011–2015 prezes zarządu Telewizji Polskiej, w latach 2016–2022 członek Rady Mediów Narodowych, poseł na Sejm X, I, II i III kadencji.

## Życiorys
Jest absolwentem II Liceum Ogólnokształcącego im. Romualda Traugutta w Częstochowie. W 1971 ukończył studia na Wydziale Geologii Uniwersytetu Warszawskiego. W 2008 na Wydziale Dziennikarstwa i Nauk Politycznych UW uzyskał stopień doktora nauk humanistycznych w zakresie nauk o polityce na podstawie pracy pt. Kształtowanie modelu telewizji publicznej jako przykład zmian kultury politycznej w Polsce w latach 1989–2005.
W 1968 był uczestnikiem wydarzeń marcowych na UW, uczestniczył m.in. w działaniach komitetu studenckiego w Domu Studenta przy ul. Zamenhoffa w Warszawie, za co został zatrzymany. Po ukończeniu studiów przez rok był asystentem w oddziale świętokrzyskim Państwowego Instytutu Geologicznego. Następnie do 1981 pracował jako dziennikarz „Echa Dnia”.
Na początku lat 80. wstąpił do Niezależnego Samorządnego Związku Zawodowego „Solidarność”. Był przewodniczącym komisji zakładowej związku w Kieleckim Wydawnictwie Prasowym. W stanie wojennym został internowany na okres od 13 grudnia 1981 do 20 sierpnia 1982, przebywał m.in. w ZK Załęże. Po zwolnieniu od 1983 do 1989 był dziennikarzem „Niedzieli”, a w latach 1990–1991 redaktorem naczelnym „Gazety Kieleckiej”.
W latach 1989–1999 sprawował mandat posła na Sejm X, I, II i III kadencji z list Komitetu Obywatelskiego, Unii Demokratycznej oraz Unii Wolności. Przez dwie kadencje Sejmu pełnił również funkcję przewodniczącego Komisji Kultury i Środków Przekazu.
W 1999 został wybrany przez Sejm do Krajowej Rady Radiofonii i Telewizji, zasiadał w niej do 2005. W związku z wyborem złożył mandat poselski i zrezygnował z członkostwa w Unii Wolności. Do 2003 pełnił funkcję przewodniczącego KRRiT (z której zrezygnował, nie mając poparcia większości członków rady). Później był dyrektorem Departamentu Filmu i Mediów Audiowizualnych w Ministerstwie Kultury, a następnie objął stanowisko dyrektora generalnego Związku Stowarzyszeń Rada Reklamy. W 2009 został dyrektorem Departamentu Strategii i Analiz w Ministerstwie Kultury i Dziedzictwa Narodowego, a następnie radcą generalnym w tym ministerstwie.
3 marca 2011 został powołany do rady nadzorczej Telewizji Polskiej, którą KRRiT musiała powołać po nowelizacji ustawy dotyczącej mediów publicznych. 4 marca 2011 rada nadzorcza delegowała go na okres sześć tygodni do zarządu TVP S.A. jako pełniącego obowiązki prezesa spółki. 30 marca sąd rejestrowy wpisał zmiany w zarządzie i oddelegowanie do niego Juliusza Brauna, oddalając przeciwne wnioski zawieszonych członków zarządu. 6 czerwca 2011 w wyniku przeprowadzonego przez radę nadzorczą konkursu został formalnie powołany przez KRRiT na prezesa zarządu TVP. Funkcję tę pełnił przez czteroletnią kadencję, kończąc urzędowanie 28 lipca 2015. W 2002 został wykładowcą w Collegium Civitas w Warszawie. W latach 1992–2016 był członkiem Polskiego Komitetu ds. UNESCO. W lipcu 2016 został powołany przez prezydenta Andrzeja Dudę z rekomendacji KP PO w skład Rady Mediów Narodowych. Jego kadencja na tym stanowisku zakończyła się w lipcu 2022.

## Odznaczenia i wyróżnienia
- Krzyż Komandorski Orderu Odrodzenia Polski (2014)[14][15]
- Krzyż Wolności i Solidarności (2015)[16]
- Odznaka honorowa „Zasłużony dla Łączności” (2013)[17]
- Odznaka honorowa „Działacza opozycji antykomunistycznej lub osoby represjonowanej z powodów politycznych” (2017)
- Srebrny Medal „Zasłużony Kulturze Gloria Artis” (2005)[18]
- Super Wiktor (2015)[19]
- Crystal Dragon of Success (2014)[20]

## Życie prywatne
Syn prawnika Juliusza Brauna. Żonaty, ma pięcioro dzieci, w tym Michała. Brat Terelizy Braun i Kazimierza Brauna, stryj Grzegorza Brauna.

## Publikacje
- Potęga czwartej władzy, WSiP, Warszawa 2005, ISBN 83-02-09528-1.
- Telewizja publiczna w czasach transformacji, WAiP, Warszawa 2008, ISBN 978-83-61408-64-2.
- Strategia rozwoju kapitału społecznego (współautor), Ministerstwo Kultury i Dziedzictwa Narodowego, Warszawa 2011.
- Rynek i katedra. Polskie spory o media publiczne, Wydawnictwo Nieoczywiste, Warszawa 2019, ISBN 978-83-63391-93-5.